# Grytan
För andra betydelser, se Grytan (olika betydelser).
Grytan är en ort i Brunflo distrikt (Brunflo socken) i Östersunds kommun i Jämtlands län, belägen strax norr om Brunflo, vid E14 och öster om Brunfloviken, som är en del av Storsjön.  Orten räknades tidigare som en småort men utgör istället sedan 2015 en del av tätorten Östersund.
I anslutning ligger det tidigare militära övningsfältet Grytans skjutfält, som också fungerade arbetskompani/interneringsläger under andra världskriget (från januari till oktober 1942) för kommunistiska agitatorer och besvärliga värnpliktiga.